# Овощное (Донецкая область)
Овощное (укр. Овочеве) — посёлок в Амвросиевском районе Донецкой области Украины. Находится под контролем самопровозглашенной Донецкой Народной Республики.

## География
Село расположено на реке под названием Крынка.

#### Соседние населённые пункты по странам света
С: —
СЗ:  Сеятель (выше по течению Крынки), Свистуны, Малая Шишовка
СВ: Красный Луч (ниже по течению Крынки)
З: Великое Мешково, Благодатное (выше по течению Крынки)
В: Артёмовка (ниже по течению Крынки)
ЮЗ: Новоамвросиевское, город Амвросиевка
ЮВ: Рубашкино (ниже по течению Крынки)
Ю: Карпово-Надеждинка (ниже по течению Крынки)

## Население
Население по переписи 2001 года составляло 133 человека.

## Общая информация
Почтовый индекс — 87340. Телефонный код — 6259. Код КОАТУУ — 1420681005.

## Местный совет
87340, Донецкая область, Амвросиевский район, с. Артемовка, ул.Шевченко, 45, 39-4-18